# Steve Plater
Steve Plater (* 22. August 1972 in Luton) ist ein ehemaliger britischer Motorradrennfahrer.

## Karriere
Als Jugendlicher trat der gelernte Maurer bei Speedwayveranstaltungen in Erscheinungen, bevor er ab 1994 überwiegend an Straßenrennen teilnahm. Auch in der Britischen Superbikemeisterschaft und an Langstreckenrennen wie dem in Le Mans nahm er erfolgreich teil.
Beim North West 200 verunglückte Steve Plater 2010 schwer. Eine dabei zugezogene komplizierte Fraktur des Unterarmes zwang ihn dazu seine aktive Laufbahn zu beenden.
Plater ist Vater von zwei Töchtern und betreibt mit seinem Vater eine Bauträgergesellschaft an seinem Wohnort in Woodhall Spa.

## Siegestatistik

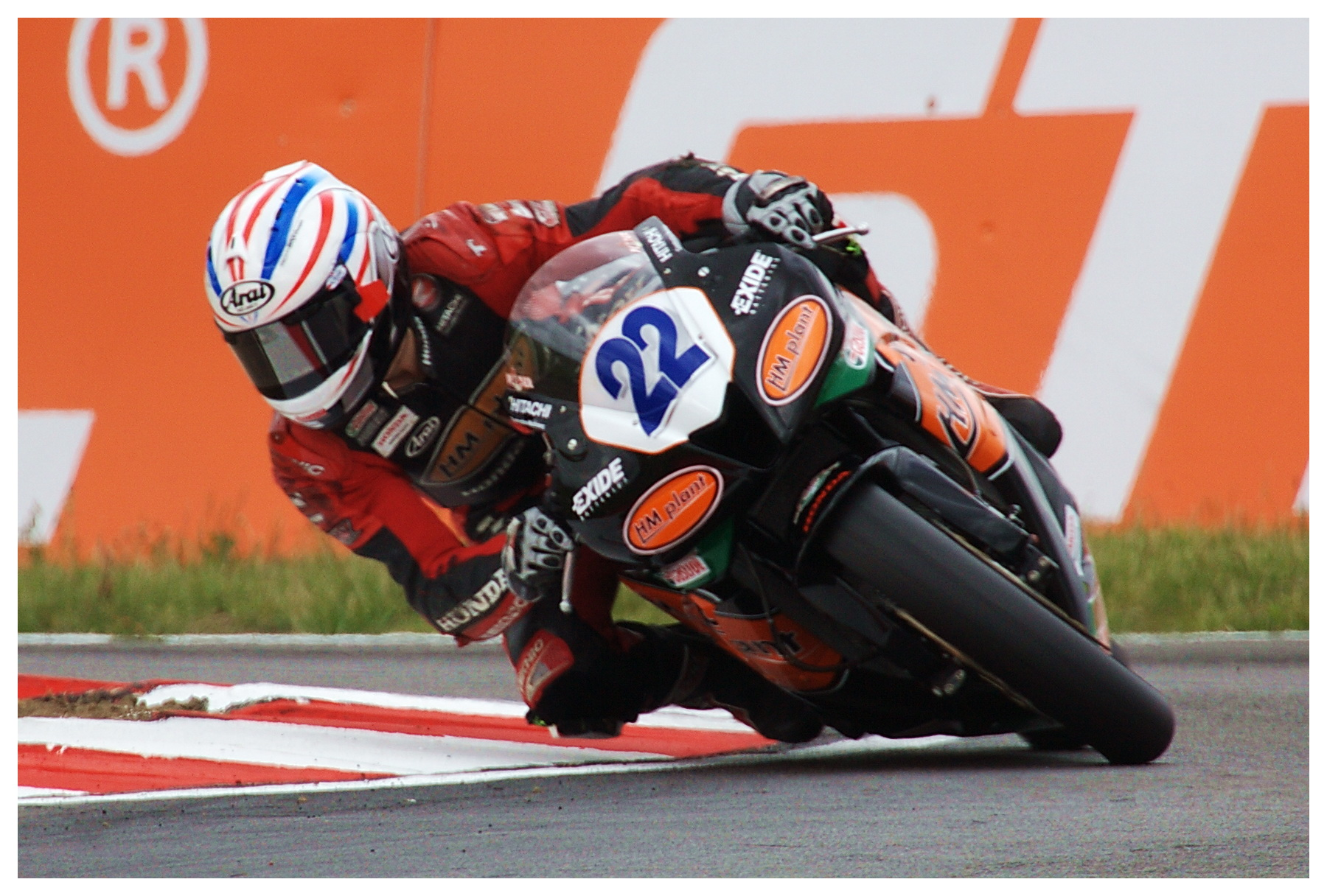
Platter bei der Britischen Superbikemeisterschaft 2009

| Jahr | Klasse             | Maschine | Rennen                          |
| ---- | ------------------ | -------- | ------------------------------- |
| 2000 | Solomotorrad       | Kawasaki | Mallory Park Race of the Year   |
| 2006 | Solomotorrad       | Yamaha   | Macau Grand Prix                |
| 2006 | Superbike Rennen 1 | Honda    | North West 200                  |
| 2006 | Superbike Rennen 2 | Honda    | North West 200                  |
| 2007 | Solomotorrad       | Yamaha   | Macau Grand Prix                |
| 2006 | Superbike Rennen 2 | Yamaha   | North West 200                  |
| 2008 | Junior Rennen A    | Yamaha   | Isle of Man TT                  |
| 2008 | 600er Rennen 1     | Yamaha   | North West 200                  |
| 2008 | 600er Rennen 2     | Yamaha   | North West 200                  |
| 2008 | Superbike Rennen 2 | Yamaha   | North West 200                  |
| 2009 | Senior             | Honda    | Isle of Man TT                  |
| 2009 | Superbike          | Honda    | North West 200                  |
| 2009 | Supersport         | Honda    | North West 200                  |
| 2010 | Britischer Meister | Honda    | British Supersport Championship |